# St. Michael (Veringendorf)
| St. Michael, Veringendorf     |                    |
|                               |                    |
| Ostansicht mit Friedhofsmauer |                    |
| Ort                           | Veringenstadt      |
| Konfession                    | römisch-katholisch |
| Diözese                       | Freiburg           |
| Patrozinium                   | St. Michael        |
| Baujahr                       | um 1100            |
| Bautyp                        | Saalkirche         |
| Funktion                      | Pfarrkirche        |

Die römisch-katholische Kirche St. Michael in Veringendorf, einem Ortsteil von Veringenstadt in Baden-Württemberg, ist die älteste Pfarrkirche Hohenzollerns mit wertvollen Fresken, kleinen Apsiden und Chorteilen aus der Romanik.
Die Kirche gehört zur Pfarrei St. Michael Veringendorf der Seelsorgeeinheit Straßberg - Veringen im Dekanat Sigmaringen-Meßkirch der Erzdiözese Freiburg.

## Lage
Der Bau liegt im Tal der Lauchert, einem Zufluss der Donau, am unteren Rand der Ortschaft auf einem Friedhofshügel. Eine Besonderheit ist die Lage im Tal und nicht auf einem Berg, wie bei Michaelskirchen sonst üblich. Die Kirche markiert den Übergang von der bergigen Umgebung der Alb zu einem auenartigem, Donau-typischen Wiesental.

## Geschichte

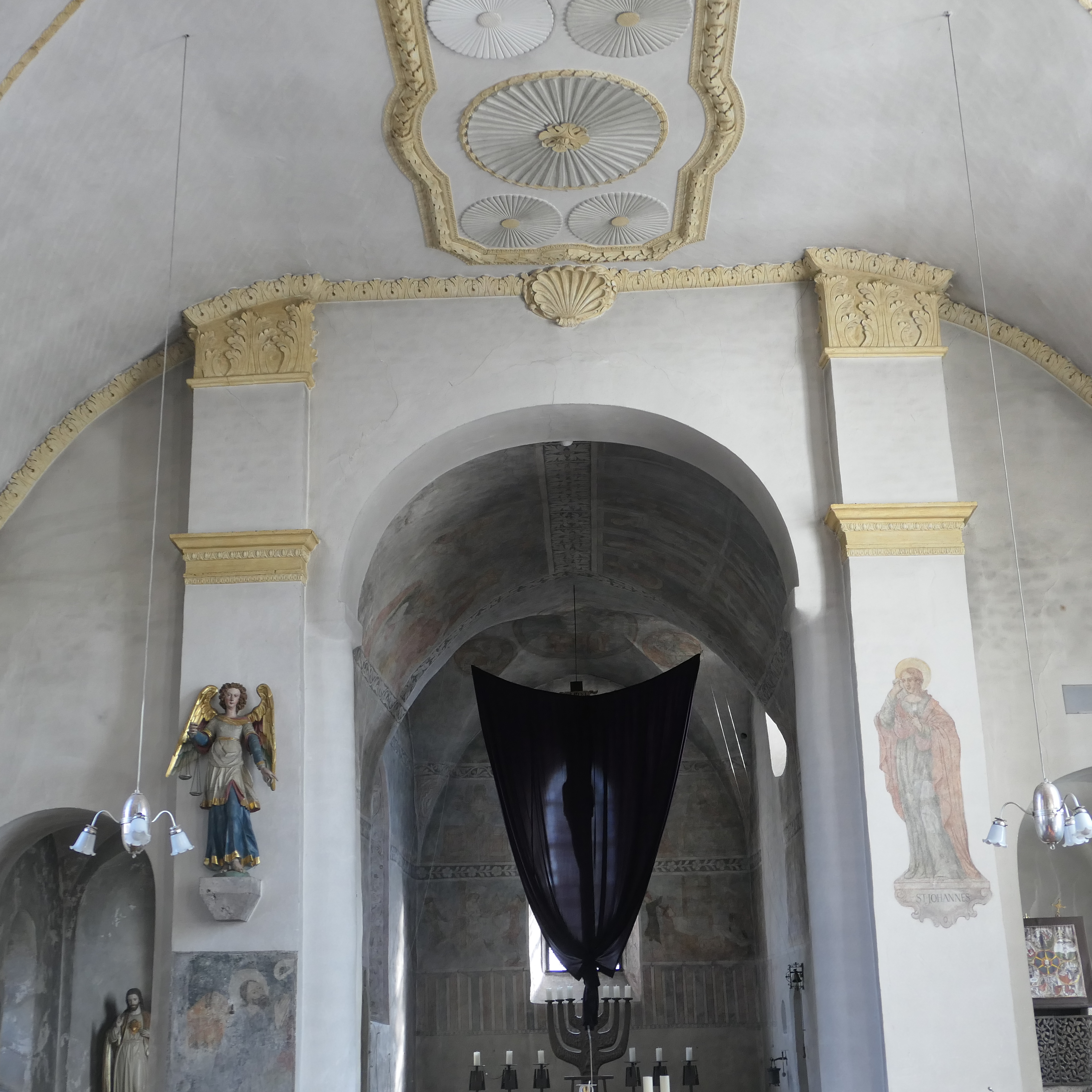
Triumphbogen und Menorah

Seit 1238 sind Kirche und Pfarrei bezeugt. Eine ältere Pfarrkirche lag eventuell rechts der Lauchert auf dem Kirchberg. Die Pfarrkirche Sankt Michael wurde als dreischiffige Basilika mit zwei selten anzutreffenden Chorflankentürmen erbaut, wobei Turmschäfte und Seitenapsiden noch original erhalten sind. Um 1330 wurde der Chor erweitert und mit einem Freskenzyklus versehen, der 1966 restauriert wurde. Im 16. Jahrhundert wurde an der Südseite des Chors eine Sakristei an den Chor angebaut, Das ehemals dreischiffige Langhaus wurde 1723 durch ein saalartiges Kirchenschiff ersetzt, um die Kirche zu vergrößern. Damals wurden auch die Türme um jeweils ein Geschoss erhöht.

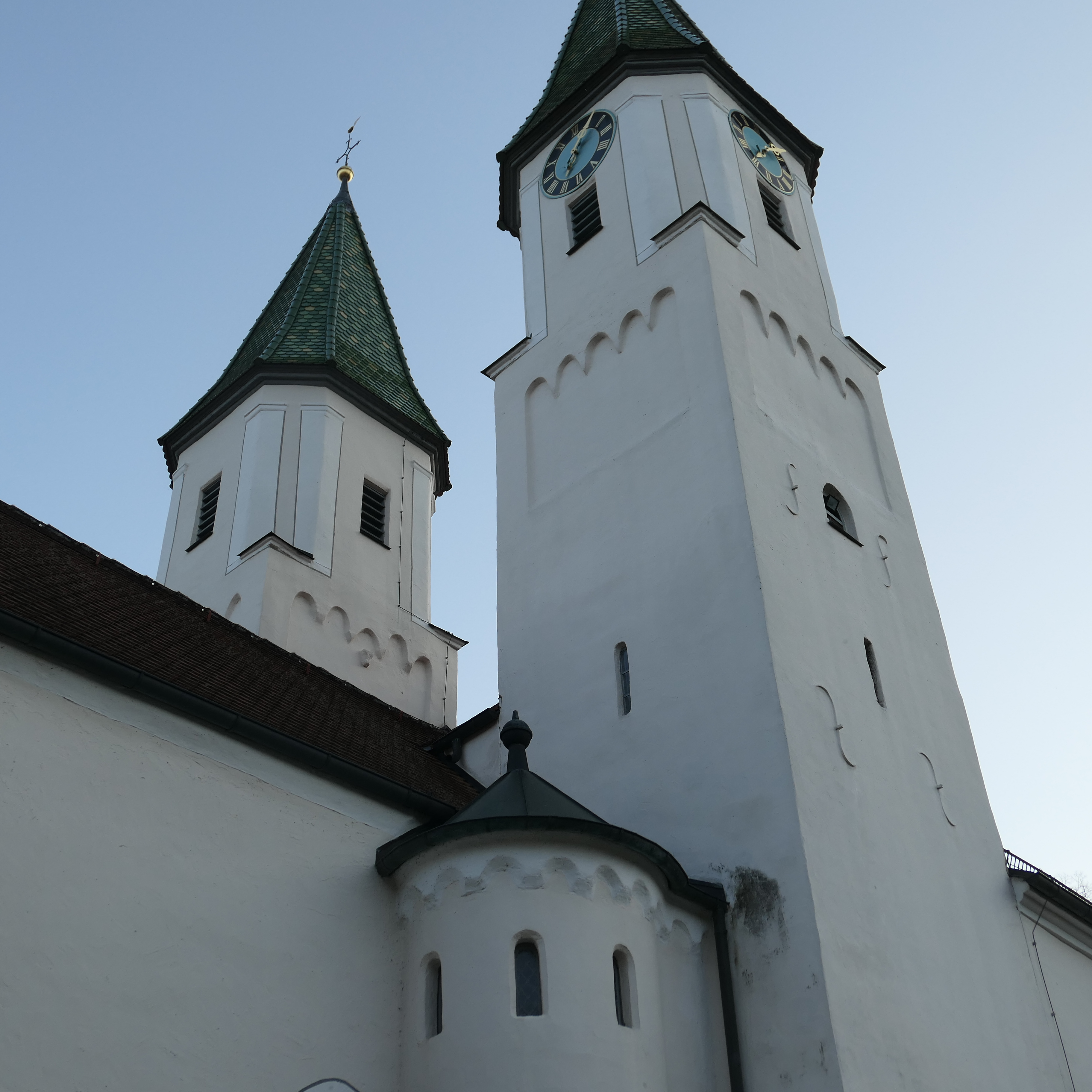
Türme, Nordansicht
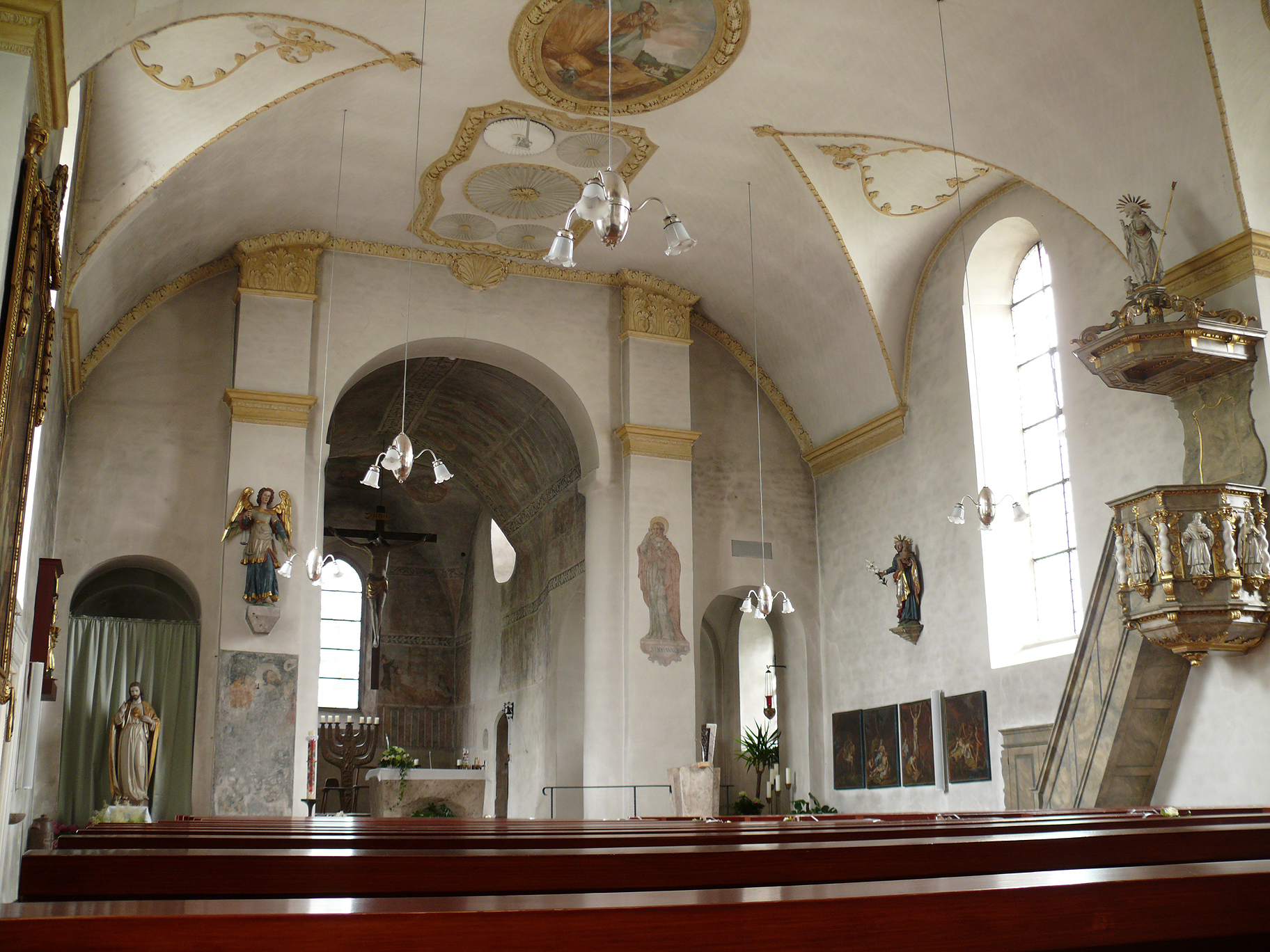
Innenansicht
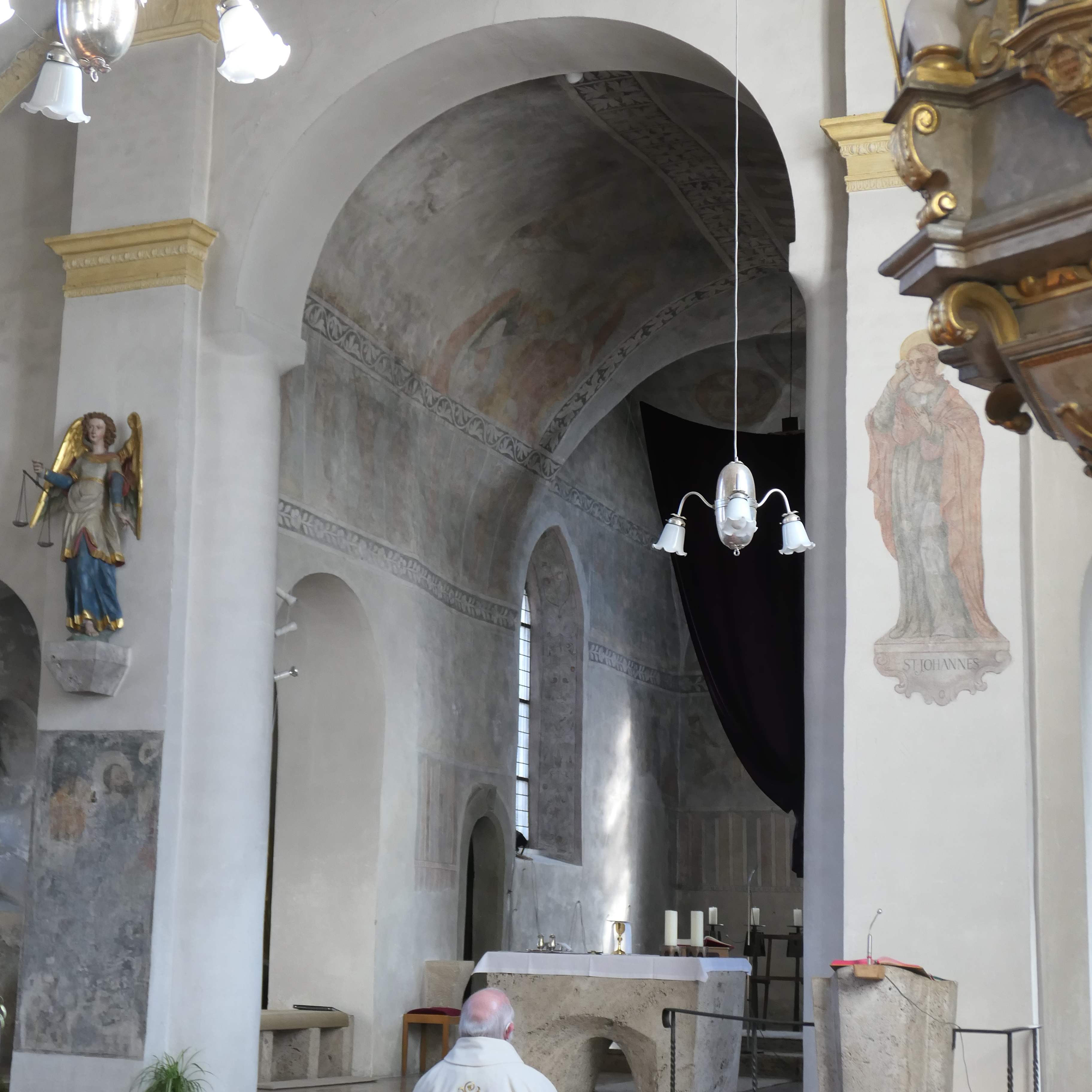
Blick zum Chor
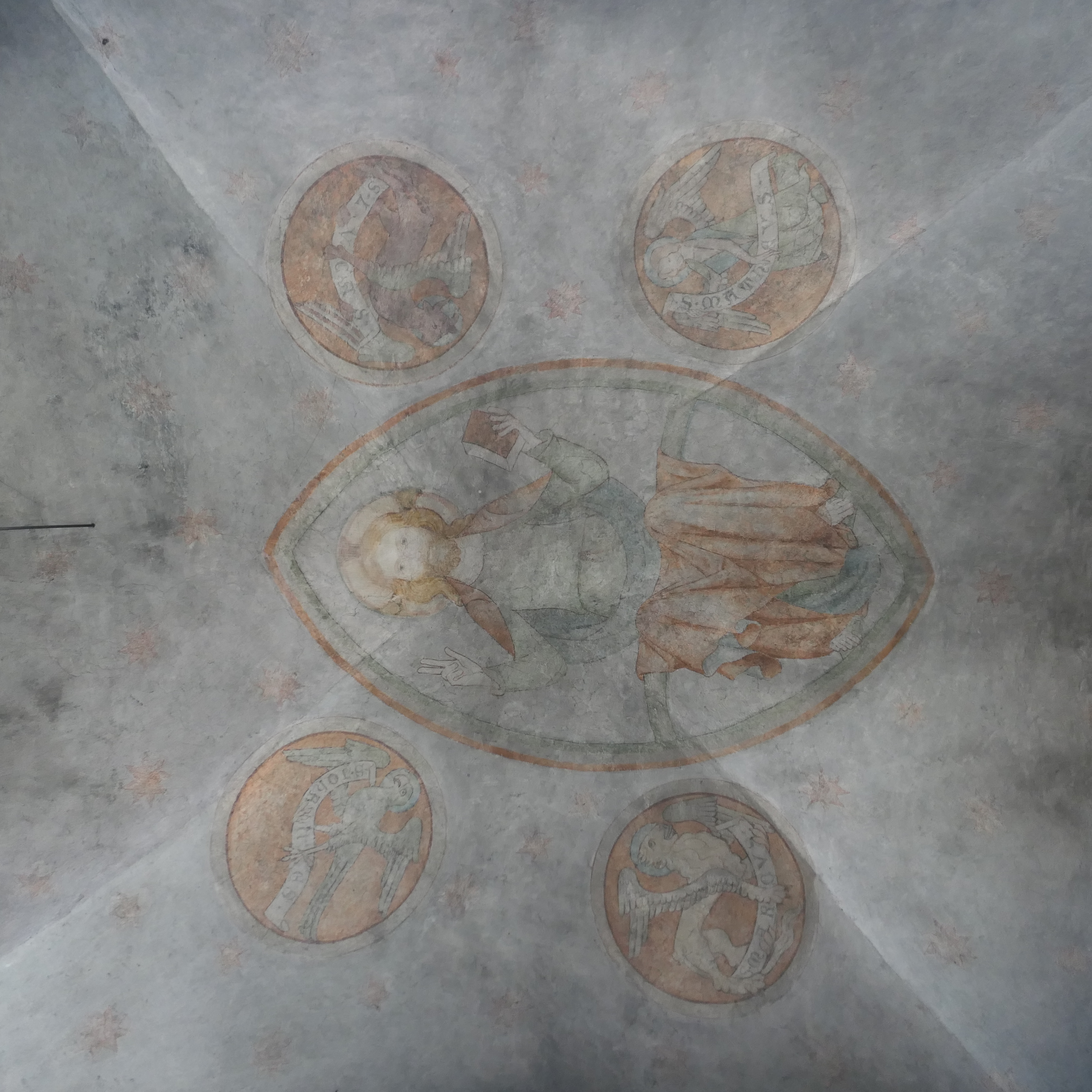
Mandorla Chordecke
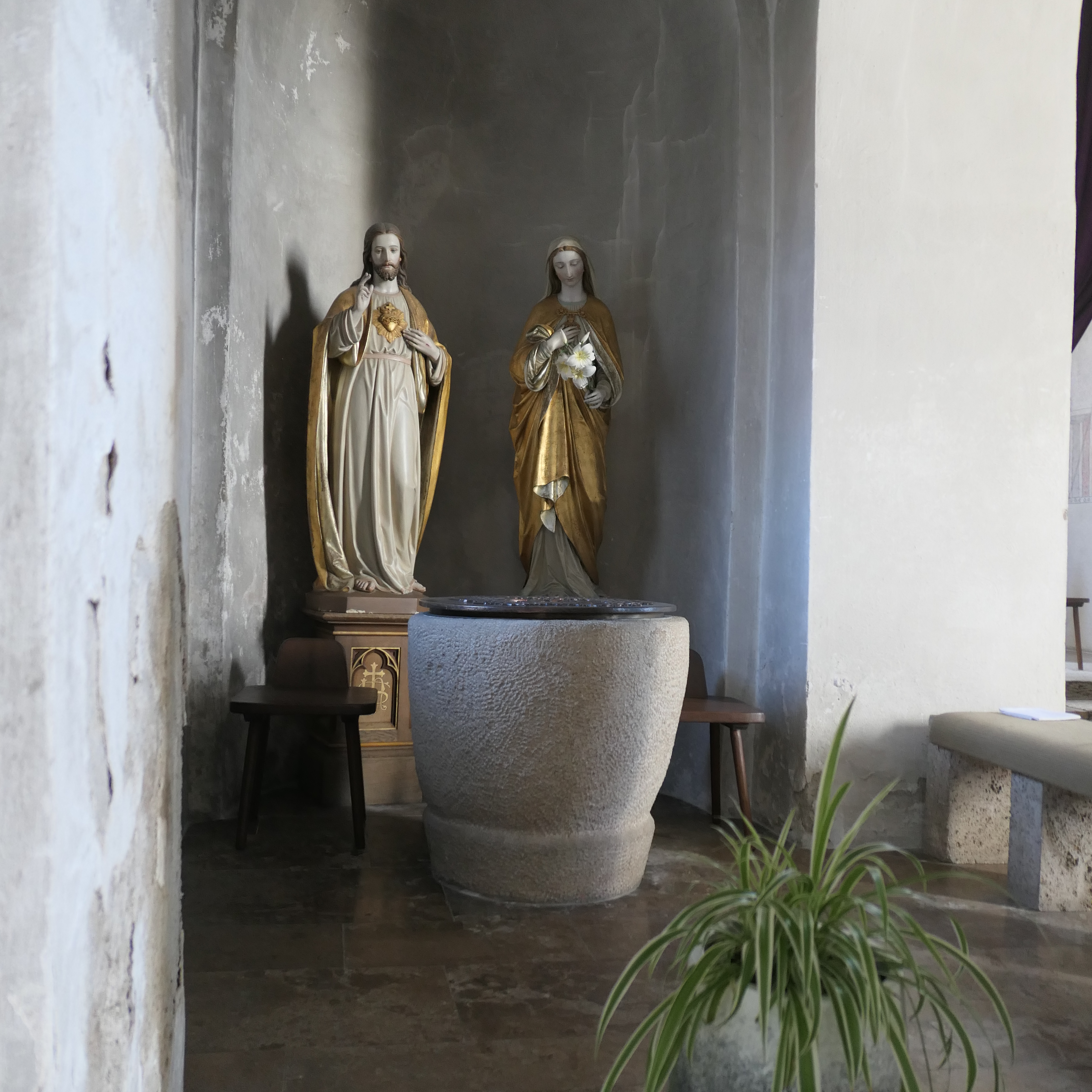
Taufstein Nordturmchor

## Ausstattung
Altar, Ambo, Tabernakelsäule, Menorah und Deckel des Taufsteins sind von Gisela Bär gestaltet. Der Taufstein selbst ist romanisch und etwa 1000 Jahre alt.
Die Orgel auf der Empore im hinteren Teil der Kirche wurde im Jahr 1960 von der Manufaktur Stehle Orgelbau unter Verwendung von Teilen des Vorgängerinstruments von Anton Hieber aus dem Jahre 1834 gebaut. 1985 wurde die Orgel von der Erbauerfirma technisch neu aufgebaut, wobei das Pfeifenwerk von 1960 im Wesentlichen übernommen wurde. Die Orgel verfügt über 22  Registern auf zwei Manualen und Pedal.
Auf die beiden Türme ist ein besonders wertvolles, weil überwiegend altes vierstimmiges Glockengeläut aus Bronze verteilt.
| Glocke | Gießer             | Gussjahr | Durchmesser | Gewicht    | Schlagton |
| ------ | ------------------ | -------- | ----------- | ---------- | --------- |
| 1      | (Jos Eger)         | 1500     | 1070 mm     | ca. 750 kg | fis'-1    |
| 2      | (Rottweiler Hütte) | 1451     | 1050 mm     | ca. 650 kg | a'+6      |
| 3      | (Biberacher Hütte) | 1490     | 0880 mm     | ca. 350 kg | h'+3      |
| 4      | Kurtz, Stuttgart   | 1950     | 0686 mm     | 000195 kg  | d"+4      |

Der Nordturm ist auf zwei Seiten mit Zifferblättern der Turmuhr bestückt. Für den Uhrschlag sorgen die Glocken 2 (Stundenschlag) und 3 (Viertelstundenschlag).